# Панаевск
Пана́евск — посёлок в Ямальском районе Ямало-Ненецкого автономного округа России.

## География
Расположен на крайнем юге полуострова Ямал, на берегу обской протоки Янгота (к юго-западу от Обской губы). Имеется портовой причал.

## Население
| 1989  | 2002  | 2010  | 2011  | 2012  | 2013  | 2014  |
| ----- | ----- | ----- | ----- | ----- | ----- | ----- |
| 1539  | ↗1951 | ↗2265 | ↗2274 | ↗2286 | ↘2258 | ↗2263 |
| 2015  | 2016  | 2017  | 2018  | 2019  | 2021  |       |
| ↗2329 | ↗2410 | ↗2433 | ↗2444 | ↗2475 | ↘2084 |       |

По данным переписи 2002 года из 1951 жителя посёлка 78 % населения составляли ненцы, 22 % — ханты, русские и другие. Большая часть населения — ненцы — занимаются преимущественно оленеводством, охотой, рыбной ловлей, живут в чумах.

## История
С 2005 до 2021 гг. образовывал сельское поселение посёлок Панаевск, упразднённое в 2021 году в связи с преобразованием муниципального района в муниципальный округ.